# テアフラビン-3-ガラート
テアフラビン-3-ガラート（英語: Theaflavin-3-gallate）は、テアフラビン誘導体の一つで、没食子酸エステルである。
紅茶に豊富に含まれ、発酵により生成する。シスプラチンと組み合わせることで卵巣癌細胞に対する抗がん剤として研究されている。紅茶の大量摂取による、女性の老化の抑制効果が報告されている。